# 贵州孢堆黑粉菌
贵州孢堆黑粉菌（学名：Sporisorium kweichowense）是属于黑粉菌目黑粉菌科孢堆黑粉菌属的一种真菌，寄生在大油芒上。该种分布于中国。